# Sascha Bertow
Sascha Bertow (* 31. Oktober 1976 in Quickborn) ist ein deutscher Handballtrainer und ehemaliger Handballspieler. Er wurde auf der Position Linksaußen eingesetzt.

## Handballspieler
Der gelernte Heizungs- und Lüftungsbauer begann das Handballspiel beim TuS Holstein Quickborn und wechselte 1997 zum in der 2. Bundesliga spielenden TSV Ellerbek; nach dem Abstieg des TSV Ellerbek wechselte Bertow zur SG Flensburg-Handewitt II in die Regionalliga. Von 2001 bis 2005 spielte er bei der TuS Nettelstedt-Lübbecke auch in der 1. Bundesliga. Seit 2005 war er bei der Ahlener SG in der 2. Bundesliga aktiv. Zur Saison 2009/2010 wurde Bertow vom Stralsunder HV als Spieler und Jugendkoordinator verpflichtet; nach der Insolvenz der Betreibergesellschaft der Bundesliga-Mannschaft des Stralsunder HV und dem Lizenzentzug erklärte Bertow, in Ahlen zu bleiben, auch wenn er dort keinen Vertrag mehr hätte. Am 30. Juli 2009 unterschrieb er einen Vertrag beim TV Emsdetten.

## Handballtrainer
Zum Saisonende 2010/11 bat Bertow den TV Emsdetten um eine vorzeitige Vertragsauflösung des bis 2012 laufenden Kontrakts, um beim Nachwuchsteam der SG Ahlen-Hamm als Spielertrainer arbeiten zu können. Sein Vertrag lief bis Sommer 2015. Anschließend beendete er seine Spielerkarriere und konzentriert sich seitdem auf den Trainerposten. Nach der Saison 2020/21 beendet er seine Tätigkeit in Ahlen. Ab dem 27. Mai 2021 war er interimsweise bis zum Saisonende Trainer des TV Emsdetten. Im Juli 2021 wurde er als neuer Chefcoach mit einem Zwei-Jahres-Vertrag mit der Option auf ein weiteres Jahr verpflichtet. Nachdem Emsdetten im Jahr 2023 den Zweitligaaufstieg verpasst hatte, wurde der Vertrag nicht verlängert.